# Задорожный (Белгородская область)
Задорожный — посёлок в Краснояружском районе Белгородской области России. Входит в состав Илек-Пеньковского сельского поселения.

## История
В 1968 г. указом президиума ВС РСФСР поселок Ильковского отделения Краснояружского племзавода переименован в Задорожный.

## Население
| 2002 | 2010 |
| ---- | ---- |
| 151  | ↘120 |